# Kids (canción de OneRepublic)
«Kids» es una canción grabada por la banda estadounidense de rock-pop OneRepublic como el segundo sencillo de su próximo cuarto álbum de estudio, Oh My My.
El título del sencillo y la carátula fueron oficialmente anunciados en la cuenta de Twitter de la banda el 3 de agosto de 2016. La canción fue lanzada el 12 de agosto de 2016.

## Composición
La canción ha sido descrita como un sencillo de rock pop y electropop. Ryan Tedder, el vocalista de OneRepublic, dijo a Entertainment Weekly que "la canción fue inspirada por lo arrebatador del estilo synth-pop de los años 1980, tales como las interpretaciones de M83. "
La canción está escrita en la tonalidad de Re mayor con un tempo de tiempo común de 100 latidos por minuto. Las voces van desde E4 a F#6 en la canción.

## Video musical
El vídeo musical oficial fue lanzado el 25 de agosto de 2016, a través de Vevo.  El videoclip fue dirigido por Hal Kirkland (Prettybird) y producido por Here Be Dragons.  El video destaca a los miembros de la banda en la Ciudad de México. El vídeo contiene vistas al Ángel de la Independencia, Museo Soumaya, Palacio de bellas artes, y el Monumento a la Revolución. De ello se desprende la historia de una reunión de jóvenes que asisten a un concierto de OneRepublic en un callejón al aire libre.  Callejón o vecindad que se encuentra ubicada en la calle Serapio Rendón de la Colonia San Rafael. Se produjo una versión del vídeo en realidad virtual, creado con Nokia OZO y estrenado tres meses después del video oficial.

## Posicionamiento
| Lista (2016)                                | Mejor posición |
| ------------------------------------------- | -------------- |
| Alemania (Media Control AG)                 | 73             |
| Australia (ARIA)                            | 63             |
| Austria (Ö3 Austria Top 40)                 | 55             |
| Escocia (Scottish Singles Sales Chart)      | 24             |
| France (SNEP)                               | 153            |
| Irlanda (IRMA)                              | 66             |
| Italy (FIMI)                                | 90             |
| México (Tus 25)                             | 1              |
| New Zealand Heatseekers (Recorded Music NZ) | 1              |
| Reino Unido (UK Singles Chart)              | 60             |
| Sweden (Sverigetopplistan)                  | 63             |